# Love/Hate (serial telewizyjny)
Love/Hate – irlandzki dramat gangsterski, emitowany na kanałach stacji Raidió Teilifís Éireann, przedstawiający fikcyjną działalność przestępczości zorganizowanej w Dublinie. Historia skupia się na rywalizacji w środowisku przęstępczym oraz przemocy stosowanej przez bohaterów.
Serial został porównany do amerykańskiej produkcji Rodzina Soprano, gdzie pokazywano jednocześnie w tych samych momentach brutalną przemoc i wrażliwość osobistą. 
W 2011 roku Love/Hate był najczęściej oglądanym programem w Irlandii.
W 2013 serial zdobył 11 nagród IFTA.